# Estadio Olímpico Patria
El Estadio Olímpico Patria es un estadio multiuso de Bolivia, ubicado en la ciudad de Sucre, la capital del país, a una altitud de 2815 m s. n. m.  Fue inaugurado el 14 de diciembre de 1992 y tiene un aforo para 32.700 espectadores. Se encuentra ubicado en la avenida Jaime Mendoza entre las calles Adolfo Vilar y Sebastián García. Pertenece al Gobierno Departamental de Chuquisaca.
Es el principal escenario deportivo de la ciudad, tiene una capacidad para 32 700 espectadores, cuenta con una nueva y moderna pista atlética olímpica de tartán de 8 carriles que fue reinaugurada en ocasión de los Juegos Deportivos Bolivarianos del 2009, siendo junto con el Estadio Jesús Bermúdez las más modernas del país. En el estadio juega de local el club Universitario de Sucre, miembro de la Liga Profesional del Fútbol Boliviano.
El escenario fue inaugurado el año 1992 con tres tribunas: Preferencia, General y Curva Norte, además de una pista atlética de tartán de 8 carriles siendo completado 4 años después con la construcción de la curva sur en ocasión de la realización de la Copa América 1997 que tuvo a la ciudad de Sucre como sede de uno de los grupos del torneo.
En octubre de 2011, el Estadio se benefició con la instalación de un moderno e imponente tablero electrónico, el segundo más grande de Bolivia (superado solo por el Estadio Víctor Agustín Ugarte de la ciudad de Potosí), similar al tablero marcador del Estadio Nacional de Chile, dotado de una pantalla led  de 17 metros de largo por 6.5 metros de alto.